# 除法

將20個蘋果平均分成四等分（左上），每份有5個蘋果（右下），即；亦可以說成，將20個蘋果每5個分成一份（右下），共可分成四等分（左上），此時可以表達為

除法（英语、法语：division）是四则运算之一。除法运算的本质，就是「把参与运算的除数变为{\displaystyle 1}，得出同比的被除数的值」。
例如：{\displaystyle {{6}\div {3}}=2}，就好像{\displaystyle {{{6}-{3}}-{3}}=0}，
{\displaystyle {\begin{cases}6-3=3\\3-3=0\end{cases}}}，{\displaystyle 6}被{\displaystyle 3}減了兩次後，就變成了{\displaystyle 0}。
如果
{\displaystyle a\times b=c}
而且{\displaystyle b}不等于零，那么
{\displaystyle a=c\div b}
其中，a称为商数，b称为除数，c称为被除数。
如果除式的商數（{\displaystyle a}）必須是整數，则称为带餘除法，{\displaystyle a\times b}与{\displaystyle c}相差的数值，称为餘數（{\displaystyle d}）。
{\displaystyle c\div b=a\dots d}
這也意味著
{\displaystyle c=a\times b+d}
在高等数学、科学、工程学和计算机编程语言中，{\displaystyle c\div b}写成{\displaystyle c/b}。如果我们毋需知晓确切值，或者留待以后引用，这种形式也常称之为分数的最终形式。其中尋找商數的函數為{\displaystyle \operatorname {div} }，尋找餘數（即模除）的函數則為{\displaystyle \operatorname {mod} }。
在代数结构范畴中，除法运算存在两种基本形式，对应不同的数学结构定义：
- 带余除法（欧几里得除法）：若代数结构中定义了带余除法（即存在商和余数，且余数的范数严格小于除数的范数），则该结构称为歐幾里得整環。例如，一元多项式环（系数取自域）在其多项式次数构成的范数下构成欧几里得整环。
- 无余除法：若代数结构中所有非零元素均可逆（即对任意非零元素 {\displaystyle a}，存在 {\displaystyle b} 使得 {\displaystyle ab=ba=1}），则该结构称为域；若仅满足乘法可逆性（不要求交换性），则称为除环。例如，复数是域，而四元數是除环。

## 引言
首先，进入正题前，我们不妨来看两个生活中的例子：
- 将500克糖果均分给8人：由{\displaystyle {\dfrac {500}{8}}=62{.}5}可得，每人获得62.5克糖果（无余除法）
- 500克奶粉，按70克/份分配：由{\displaystyle {\dfrac {500}{70}}=7{.}14\ldots }可得，可完整分配7份，余量≈0.14份（带余除法）

其次，数学和物理存在许多“比例关系反演”：
- 已知某物体重力 {\displaystyle P=m\times g} ，可得质量 {\displaystyle m=P/g}；
- 已知匀速直线运动状态下，某物体行进距离 {\displaystyle d=v\times t} ，可得时间 {\displaystyle t=d/v}；
- 对一般仿射关系 {\displaystyle y=ax+b} ，其逆映射为 {\displaystyle x=(y-b)/a}；
- 当函数局部可線性化时（如泰勒展开一阶近似）：{\displaystyle y=f(x)\approx f(x_{0})+f'(x_{0})\times (x-x_{0})} ，

可构造逆函数近似解：{\displaystyle x\simeq x_{0}+{\frac {f(x)-f(x_{0})}{f'(x_{0})}}}；{\displaystyle f^{-1}(y)\simeq x_{0}+{\frac {y-f(x_{0})}{f'(x_{0})}}}；
此乃牛顿迭代法求根的理论基础：{\displaystyle f^{-1}(0)\simeq x_{0}-{\frac {f(x_{0})}{f'(x_{0})}}}。
可见，在数学，尤其是在基本算术中，除法可视为「乘法的反运算」，也可理解为「重复的减法」。

## 定义

### 基本定义
首先，我们来定义整数间的带余除法。这一运算的核心，是将被除数表示为“除数的整数倍+余数”的形式，且余数需满足特定条件。
具体而言，对于任意整数 {\displaystyle a} 和非零整数 {\displaystyle b}，存在唯一的整数 {\displaystyle q}（商）和 {\displaystyle r}（余数），使得：
{\displaystyle a=b\times q+r} 且 {\displaystyle 0\leq r<|b|}
其中，余数 {\displaystyle r} 的非负性及小于除数绝对值的性质确保了分解的唯一性。
该定义是数论中整除、同余等概念的基础，并广泛用于模运算、輾轉相除法等算法中。
带余除法的概念，已能凸显除零问题的本质：如何将一个量分成0份？显然，这没有实际意义。
随后，我们引入十进制数的概念，并通过递归处理余数的方式扩展计算过程，由此便有了有理数的定义体系。至于实数，则在有理数基础上拓展而成。
此时可以设想，将整体划分为更小的单位份额，从而实现分数除法：将一个量除以 {\displaystyle 0.1}（即{\displaystyle 1/10}），意味着初始量相当于{\displaystyle 1/10}个单位份额，进而求出完整单位的大小；而将一个量除以负数，则相当于计算需要移除的单位份额规模。
無理數无法直观理解为具体数量，但可视为一种比——例如正方形对角线与边长之比，或圆周长与其直径之比。至此，除法运算不再能单纯定义为“划分”，而应理解为乘法逆运算。
基于此定义，除以零仍无意义。由于零乘任何数都得零（{\displaystyle 0\times a=0}），零便有无穷多个乘法逆元。我们亦可从极限角度理解该问题——因为除以某数等价于乘以其倒数，故可将原问题转化为函数{\displaystyle f(x)=1/x}在零点处极限的操作：当 {\displaystyle x} 从左侧趋近于零时，极限为{\displaystyle -\infty }，从右侧趋近时，则为{\displaystyle +\infty }。
即便通过引入广义实数集（即在实数轴上添加{\displaystyle -\infty }和{\displaystyle +\infty }这两个“伪无穷大”）来扩展数系，问题仍未解决，因为极限值的符号不确定性依然存在。由此可见，除法在代数与数分中具有根本性意义。

### 其它定义

#### 环论中的除法定义
设 {\displaystyle (A,+,\times )} 为整环，则 {\displaystyle A} 上的除法运算定义为满足以下条件的二元关系：
- 运算规则：对于任意 {\displaystyle a,\,b,\,c\in A} ，{\displaystyle a\div b=c} ，当且仅当 {\displaystyle b\times c=a}（其中 {\displaystyle b\neq 0}）；
- 唯一性：整环的乘法消去律保证除法结果唯一（若 {\displaystyle b\times c_{1}=a} 且 {\displaystyle b\times c_{2}=a}，则 {\displaystyle c_{1}=c_{2}}）；
- 定义域限制：除法仅在 {\displaystyle \mathrm {A} \times (\mathrm {A} -\{0\})} 上有定义，即除数不能为零。

#### 从整环到域的扩展
若 A 为交换环，可通过等价关系扩展除法：
- 定义等价关系{\displaystyle \sim }：{\displaystyle (a,b)\sim (a',b')\iff a\times b'=a'\times b}，其等价类称为分数，记为 {\displaystyle a/b}；
- 扩展后的集合{\displaystyle A/\sim }构成域（含乘法逆元），其中 {\displaystyle 0/1} 为加法单位元，{\displaystyle 1/1} 为乘法单位元。此即有理数域 {\displaystyle \mathbb {Q} } 的构造基础。

#### 关键限制与意义
- 除零禁止：零元无乘法逆元，故 {\displaystyle b=0} 时除法无定义。
- 与欧几里得除法的区别：
  - 环论中的除法是乘法的逆运算，强调代数结构；
  - 欧几里得除法侧重整数间的带余除法（如上文的带余除法），两者本质不同。

## 符号与表示
基础算术中，除号“÷”仍被广泛使用，而在代数与科学领域，除法通常用水平横线（也被称为分数分划线）或斜杠表示被除数与除数的关系。除这三种以外，还有其它不同形式。

### 除号形式
用除号将被除数和除数相隔开：
{\displaystyle a\div b}
但实际上，除了在基础算术外，这种形式并不常见。ISO 80000-2-10.6标准明确禁止使用该符号，因部分欧洲国家用 ÷ 表示減法，容易产生混淆。

### 分数分划线形式
将被除数置于分数线上方，除数置于下方，例如：
{\displaystyle {\frac {a}{b}}}
该形式可读作“a除以b”、“b除a”或“a比b”。

### 斜杠与反斜杠形式
在单行文本中，使用斜杠分隔被除数与除数，例如：
{\displaystyle a/b}
此写法常见于编程语言和计算器输入中。
另外，有部分数学软件（如MATLAB、GNU Octave）采用反斜杠表示运算顺序反转的除法：
{\displaystyle b\backslash a} (等价于{\displaystyle a/b}）
还有以上下标斜杠显示的：
{\displaystyle {}^{a}\!/{}_{b}}

### 冒号形式
在某些非英语国家，有的用冒号将被除数和除数相隔开：
{\displaystyle a:b}
此用法由奥特雷德于1631年最先引入，自莱布尼兹于1684年提倡以来，才为人广泛应用。:295 莱布尼兹更喜欢用同一个符号表示除法和比率。而在英语用法中，“:”一般只表示比率。
在大部分非英语语言中，{\displaystyle c:b}代表{\displaystyle c\div b}的比，讀做c比b；{\displaystyle c/b}則代表{\displaystyle c\div b}的比值。用法请参照比例。
除了以上这四种形式，美国自19世纪起便开始使用 {\displaystyle b)a} 或 {\displaystyle b{\overline {)a}}} 来單獨表示 {\displaystyle a} 除以 {\displaystyle b}，尤常见于長除法中。时至今日，美国仍有零星人口使用这种写法。

## 性质
严格而言，除法并不构成集合上的内部合成法则（一种二元运算），其所谓“性质”并不构成数集的结构特性，而应理解为分数形式的固有属性。

### 非运算性质
1. 非交换律：{\displaystyle 5\div 3\neq 3\div 5}
2. 非结合律：{\displaystyle 12\div (4\div 3)\neq (12\div 4)\div 3}

### 特殊元素与等式关系
- 右单位元：对任意数 {\displaystyle a} ，存在 {\displaystyle {\dfrac {a}{1}}=a} 。
- 左零吸收元：当 {\displaystyle b\neq 0} 时，{\displaystyle {\dfrac {0}{b}}=0} 。
- 分数等式：
  - 同分母时：当 {\displaystyle b\neq 0} 时，{\displaystyle {\dfrac {a}{b}}={\dfrac {c}{b}}\iff a=c} 。
  - 通分等价：当 {\displaystyle b\neq 0\wedge d\neq 0} 时，{\displaystyle {\dfrac {a}{b}}={\dfrac {c}{d}}\iff ad=bc} 。
  - 顺序保持性：当 {\displaystyle b>0} 时，分数 {\displaystyle {\dfrac {a}{b}}} 与 {\displaystyle {\dfrac {c}{b}}} 的大小关系与原数 {\displaystyle a} 和 {\displaystyle c} 保持一致。

## 不同的除法运算
零除以任何非零的数都为零。即在被除数为零，除数非零的前提下，商数为零。

### 整数除法
整数集在除法运算下没有封闭性，这意味着，两个整数相除，结果不一定是整数。除零操作本身即无定义外，当被除数不是除数的整数倍时，商将呈现为非整数形式。
以26除以11为例，其商即便非整数，但也属于有理数范畴。此时通常采用以下5种处理策略：
1. 将此类除法视为偏函数，即当除法无法得到整数结果时直接判定为无定义。这种处理方式严格遵循数学定义，但会限制运算的应用范围。
2. 采用浮点近似法，将结果表示为带有小数部分的实数。这是数值计算方面的通用做法，例如 {\displaystyle 26\div 11=2.3636...}  该方法通过牺牲精确性来换取运算的普适性，但可能引入捨入誤差。
3. 通过分數形式保持精确性，将结果表示为既约分数{\displaystyle {\tfrac {26}{11}}}或带分数{\displaystyle 2{\tfrac {4}{11}}}。这种处理要求分子分母的最大公约数为1，例如{\displaystyle {\tfrac {52}{22}}}经约简后同样得到{\displaystyle {\tfrac {26}{11}}}。分数体系通过引入有理数集 {\displaystyle \mathbb {Q} } ，使整数除法在更广泛的數系中保持封闭性。
4. 采用欧几里得除法，将结果分解为商和余数的组合形式：{\displaystyle {\tfrac {26}{11}}=2{\mbox{ remainder }}4.} 这种表达式满足{\displaystyle 0\leq 4<11}，其数学基础可追溯至《几何原本》中关于线段分割的公理体系。该处理方式在密码学和算法设计中具有重要应用，如RSA加密演算法中的模幂运算。
5. 实施整数截断，直接取商的地板值（floor function），即{\displaystyle {\tfrac {26}{11}}=2}。该处理方式在编程语言中普遍使用，如C语言的整数除法运算符“/”默认采用此规则。但需要注意的是：
  1. 不同语言对负数处理存在差异。例如，C语言采用向零取整（T-division），而Python采用向下取整（F-division）。
  2. 不同语言对整数除法的实现存在显著差异。例如，MATLAB和計算機代數系統通常返回精确分数，而Java、C++等语言则返回截断后的整数。为获取完整结果，多数语言提供辅助函数，如Python的divmod()可同时获取商和余数，Java的Math.floorDiv()可实现地板值除法。
  3. 术语方面，“div”、“/”、“\”等符号在不同语境下可能代表不同运算规则。例如，C++中的“/”运算符对整数执行截断除法，而对浮点数执行精确除法；Python的“//”运算符则严格实施地板值除法。这种语义差异要求程式员必须明确上下文环境。

欲快速判定整数可除性（整除性），可借助整除规则：如2的倍数末位为偶数，3的倍数各位数字之和可被3整除等。这些规则本质上是数论中同余理论的特例。

### 有理数除法
在除数非零的前提下，两个有理数相除，结果仍为有理数。
具体而言，对于有理数{\displaystyle {\frac {p}{q}}}和{\displaystyle {\frac {r}{s}}}（其中 {\displaystyle p,q,r,s}均为整数且 {\displaystyle q,s\neq 0}），其除法运算可表示为：
{\displaystyle {p/q \over r/s}={p \over q}\times {s \over r}={ps \over qr}}
该公式表明，有理数的除法本质上是乘以除数的倒数。所有参与运算的量均为整数，且仅有分子 {\displaystyle p} 允许为零（此时结果为有理数0）。
这一定义严格保证了除法与乘法的逆运算关系：若 {\displaystyle {\frac {a}{b}}\div {\frac {c}{d}}={\frac {e}{f}}} ，则必然满足 {\displaystyle {\frac {e}{f}}\times {\frac {c}{d}}={\frac {a}{b}}} 。

### 实数除法
由有理数除法可得，在除数非零的前提下，两实数相除，结果仍为实数。

### 复数除法

#### 代数形式的复数除法
对于两个非零复数 {\displaystyle p+iq} 和 {\displaystyle r+is}（其中 {\displaystyle p,\,q,\,r,\,s\in \mathbb {R} }，且 {\displaystyle r} 和 {\displaystyle s} 不同时为零），其除法运算通过分母实数化实现。先将分子和分母同时乘以分母的共轭复数 {\displaystyle r-is} ，分子展开后再分离实部与虚部，即
{\displaystyle {p+iq \over r+is}={(p+iq)(r-is) \over (r+is)(r-is)}={pr+qs+i(qr-ps) \over r^{2}+s^{2}}={pr+qs \over r^{2}+s^{2}}+i{qr-ps \over r^{2}+s^{2}}}
该方法通过消去分母的虚部实现有理化，分母变为实数。

#### 极坐标形式的复数除法
当上文复数表示为极坐标形式 {\displaystyle pe^{iq}} 和 {\displaystyle re^{is}} （与上述条件相同外， {\displaystyle p,r>0} ）时，运算可进一步简化为：
{\displaystyle {pe^{iq} \over re^{is}}={pe^{iq}e^{-is} \over re^{is}e^{-is}}={p \over r}e^{i(q-s)}}
该方法直接利用欧拉公式的性质，避免了复杂的代数运算。

### 多项式除法
和整数之间的带余除法类似，一元多项式之间也可以进行带余除法。
证明：
设有多项式{\displaystyle A}和非零多项式{\displaystyle B}，则存在唯一的多项式{\displaystyle Q}和{\displaystyle R}，满足：
{\displaystyle A=BQ+R}
而多项式{\displaystyle R}若非零多项式，則其冪次严格小于{\displaystyle B}的冪次。
作为特例，如果要计算某个多项式{\displaystyle P}除以一次多项式{\displaystyle X-a}得到的餘多项式，可以直接将{\displaystyle a}代入到多项式{\displaystyle P}中。{\displaystyle P}除以{\displaystyle X-a}的餘多项式是{\displaystyle P(a)}。
具体的计算可以使用类似直式除法的方式。例如，计算{\displaystyle X^{3}-12X^{2}-42}除以{\displaystyle X-3}，列式如下：
{\displaystyle {\begin{matrix}\qquad \quad \;\,X^{2}\;-9X\quad -27\\\qquad \quad X-3{\overline {\vert X^{3}-12X^{2}+0X-42}}\\\;\;{\underline {\;\;X^{3}-\;\;3X^{2}}}\\\qquad \qquad \quad \;-9X^{2}+0X\\\qquad \qquad \quad \;{\underline {-9X^{2}+27X}}\\\qquad \qquad \qquad \qquad \qquad -27X-42\\\qquad \qquad \qquad \qquad \qquad {\underline {-27X+81}}\\\qquad \qquad \qquad \qquad \qquad \qquad \;\;-123\end{matrix}}}
因此，商式是{\displaystyle \ X^{2}-9X-27}，餘式是{\displaystyle \ -123}。

### 矩阵除法
矩阵除法可通过逆矩阵运算实现，通常定义为右除：对于可逆方阵 {\displaystyle A} 和 {\displaystyle B} ，其除法运算表示为：
{\displaystyle A/B=A\cdot B^{-1}}
其中 {\displaystyle B^{-1}} 为 {\displaystyle B} 的逆矩阵。为避免歧义，该运算更常见于显式写出乘积形式 {\displaystyle AB^{-1}} 。
此外，矩阵的元素级除法可通过阿达玛积定义，即对应元素相除：
{\displaystyle {A \over B}=A\circ B} （要求 {\displaystyle B} 元素非零）

### 抽象代数除法
抽象代数中，给定一个带有二元运算 * 的广群，左除（记为 a \ b ）通常定义为满足方程 a ∗ x = b 的解 {\displaystyle x} ，类似地，右除记为 b / a ）通常定义为满足方程 y ∗ a = b 的解 {\displaystyle y} 。这种除法定义不要求运算 * 具有交换性、结合性或單位元等性质。若一个广群中，所有元素对 {\displaystyle a} 和 {\displaystyle b} 的左除和右除均存在且唯一（即满足拉丁方陣），则该广群称为拟群。在拟群中，即使没有单位元和逆元，这种除法运算始终可行。

#### 消去性质与除法运算的扩展
在任意广群中，若元素 {\displaystyle a} 满足消去律，则可通过 {\displaystyle a} 对元素进行消去操作。例如：
- 矩阵代数中，可逆矩阵的左乘或右乘满足消去律；
- 四元數代数中，非零元素满足消去律；
- 拟群的结构天然支持消去操作。

在整环中，虽然并非所有元素都有逆元，但对可消去元素 {\displaystyle a} ，仍可对形如 {\displaystyle ab} 或 {\displaystyle ca} 的元素进行左除（ a \ (ab) = b）或右除（ (ca) / a = c）。进一步地，若一个有限环的所有非零元素均满足消去性质，则根据鴿巢原理，每个非零元素必为可逆元，从而该环成为除环，此时任意非零元素均可作除法。

#### 除法代数的分类与博特周期性
博特周期性定理表明，对于满足特定条件的代数结构（如有限维实范数除法代数），其仅能与以下四类结构同构：
- 实数域 {\displaystyle \mathbb {R} }（维度 1）；
- 复数域 {\displaystyle \mathbb {C} }（维度 2）；
- 四元數代数 {\displaystyle \mathbb {H} }（维度 4）；
- 八元数代数 {\displaystyle \mathbb {O} }（维度 8）。

这一分类结果揭示了除法代数维度的内在规律性，并在拓扑学与量子场论中具有重要应用。

### 二进制除法
讲完以上十进制除法，我们来介绍计算机科学领域更为常见的二进制编码数除法。

#### 二元欧几里得除法
首先，我们来思考两个正整数 {\displaystyle a} 和 {\displaystyle b} 的除法运算，采用欧几里得除法。
设 {\displaystyle a} 和 {\displaystyle b} 均为 {\displaystyle n} 位二进制数，其中 {\displaystyle a(i)} 表示第 {\displaystyle i} 位（从右向左，编号为 {\displaystyle 0} 至 {\displaystyle n-1}），{\displaystyle a(i:j)} 表示从第 {\displaystyle i} 位到第 {\displaystyle j} 位的连续位段。以下伪代码（因词汇采用法语而非英语，如无另外说明，以下伪代码词汇皆用法语）实现了该除法的商 {\displaystyle Q} 和余数 {\displaystyle R} 的计算：
```
fonction [Q, R] = diviser(a, b)

    si b == 0 alors génère l'exception "division par zéro" ;
    
    Q := 0 ; R := a ; // initialisation
    pour i = n-1 → 0
        si a(n:i) >= b alors
            Q(i) = 1 ; // i-ème bit du quotient
            R = a(n:i) - b ; // reste
        fin
     fin
     retourne [Q, R] ;
fin

```

算法从被除数的最高位开始，逐步截取与除数同长度的位段（记为 {\displaystyle a(n:i)}），并判断是否满足 {\displaystyle a(n:i)\geq b} 。若当前截取的被除数高位段（从最高位开始逐步扩展）小于除数，则商的对应位为0；若该位段数值大于等于除数b，则通过一次减法操作确定商的当前位为1，并更新余数 {\displaystyle R=a(n:i)-b} 。
原始伪代码通过逐位比较实现，而优化版本有以下改进：
```
fonction [Q, R] = diviser(a, b)

    si b == 0 alors génère l'exception "division par zéro" ;

    Q := 0 ; R := 0 ; // initialisation

    pour i = n-1 → 0

        R = décalage_à_gauche_de_bits(R, 1) ; // équivaut à rajouter un 0 à droite

        R(1) = a(i) ; // le bit de poids faible de R est le i-ème bit du numérateur

        si R >= b alors

            Q(i) = 1 ; // i-ème bit du quotient

            R = R - b ; // reste

        fin

    fin

    retourne [Q, R] ;

fin

```

而对于浮点数，只需将其分解为尾数和指数，公式为：
{\displaystyle {\frac {2^{m}\,a}{2^{n}\,b}}=2^{m-n}{\frac {a}{b}}}
但需处理捨入誤差，如采用舍入到最近偶数策略。
总之，该算法仅需比较、位移、减法三种基本操作，体现了计算机算术运算中位级优化的核心思想，适合在微处理器中通过组合逻辑电路或状态机实际操作。

#### 相对较慢的算法
设被除数 {\displaystyle a} 和除数 {\displaystyle b} 均为 {\displaystyle n} 位二进制数，其中 {\displaystyle a(i)} 表示第 {\displaystyle i} 位（从右向左，编号为 {\displaystyle 0} 至 {\displaystyle n-1}），{\displaystyle a(i:j)} 表示从第 {\displaystyle i} 位到第 {\displaystyle j} 位的连续位段。算法核心思想是通过递推关系构造商 {\displaystyle Q} 和余数 {\displaystyle R} 。
在第 {\displaystyle i} 步迭代中，余数更新公式为：
{\displaystyle R_{i}=B\times R_{i-1}-Q_{n-i}\times b}
若当前余数 {\displaystyle R_{i-1}} 左移后大于等于除数 {\displaystyle b} ，则商位 {\displaystyle Q_{n-i}=1} ，更新余数
{\displaystyle R_{i}=2\times R_{i-1}-b}
若结果为负，则商位 {\displaystyle Q_{n-i}=0} ，需恢复余数
{\displaystyle R_{i}=2\times R_{i-1}+b}（通过加回除数实现）
此算法下，原始版本伪代码如下：
```
fonction [Q, R] = diviser(a, b)

    si b == 0 alors génère l'exception "division par zéro" ;

    R := a // valeur initiale du reste
    b := décalage_à_gauche_de_bits(b, n)
    pour i = n-1 → 0
        R := décalage_à_gauche_de_bits(b, 1)
        si R >= b alors
             Q(i) := 1 // le i-ème bit de i est 1
             R = R - b
        sinon
             Q(i) := 0 // le i-ème bit de i est 0
        fin
    fin
    retourner[Q, R]
fin

```

优化版本伪代码如下：
```
fonction [Q, R] = diviser(a, b)

    si b == 0 alors génère l'exception "division par zéro" ;

    R := a // valeur initiale du reste
    b := décalage_à_gauche_de_bits(b, n)
    pour i = n-1 → 0
        R := 2*R - b // le reste décalé est-il supérieur à b ?
        si R >= 0 alors
            Q(i) := 1 // le i-ème bit de i est 1
        sinon
            Q(i) := 0 // le i-ème bit de i est 0
            R := R + b // on restaure la valeur du reste en gardant le décalage
        fin
    fin
    retourner[Q, R]
fin

```

由于循环中的最后一条语句，这种算法被称为“带恢复的除法”。通过引入+1和-1商位生成机制，可改进为无恢复余数算法。
例如，二进制数11101010可通过以下方式计算：
11101010
-00010101
---------
11010101，通过商位符号扩展避免余数恢复步骤。
无恢复余数算法伪代码如下：
```
fonction [Q, R] = diviser(a, b)

    si b == 0 alors génère l'exception "division par zéro" ;

    R[0] := a
    i := 0
    tant que i < n
        si R[i] >= 0 alors
            Q[n-(i+1)] := 1
            R[i+1] := 2*R[i] - b
        sinon
            Q[n-(i+1)] := -1
            R[i+1] := 2*R[i] + b
        fin
        i := i + 1
    fin
    Q = transforme(Q)
    retourner[Q, R]
fin

```

另外，还有SRT算法，一种通过商位查找表的非恢复方法。

#### 相对更快的算法
快速除法的核心思想，是通过计算倒数实现除法运算，即先计算 {\displaystyle x=1/b} ，再通过乘法 {\displaystyle Q=a\times x} 得到商。此乃牛顿-拉夫森法，其数学形式为：
{\displaystyle x_{i}=x_{i-1}-{\frac {f_{b}(x_{i-1})}{f'_{b}(x_{i-1})}}}
其中，函数 {\displaystyle f_{b}(x)=0} 的零点即为 {\displaystyle 1/b}。迭代公式可简化为：
{\displaystyle x_{i}=x_{i-1}+x_{i-1}(1-bx_{i-1})}
为加速收敛，需对 {\displaystyle 1/b} 进行初始估计。先将除数 {\displaystyle b} 的二进制指数对齐至区间 {\displaystyle [0,5;1]} ，再采用预计算的线性近似公式：
{\displaystyle x_{0}={\frac {48}{17}}-{\frac {32}{17}}b\ (\simeq 2{,}82-1,88b)}
其中系数 {\displaystyle 48/17} 和 {\displaystyle 32/17} 已预先存储为常量。
牛顿-拉夫森法具有二次收敛性，误差随迭代次数指数级下降。对于 {\displaystyle p} 位精度，所需迭代次数为：
{\displaystyle s=\log _{2}\left({\frac {p+1}{\log _{2}17}}\right)}
欲求单精度浮点数（24位尾数），需要约3次迭代；欲求双精度浮点数（53位尾数），则需约4次迭代。
牛顿-拉夫森法伪代码如下：
```
fonction [Q] = diviser(a, b)
    e := exposant(b) // b = M*2^e (représentation en virgule flottante)
    b' := b/2^{e + 1} // normalisation ; peut se faire par un décalage de e+1 bits à droite
    a' := a/2^{e + 1} // 0.5 <= b <= 1 ; a'/b' = a/b
    X := 48/17 - 32/17*b' // initialisation de la méthode de Newton
    pour i = 1 → s // s précalculé en fonction du nombre p de bits de la mantisse
        X := X + X*(1 - b*X)
    fin
    Q := a'*X
    retourne[Q]
fin

```

至于高施密特法，则是基于倒数逼近原理实现除法运算。其核心思想是通过构造因子序列
{\displaystyle F_{k}=f_{k}\times f_{k-1}\times \ldots f_{1}=\prod (f_{i})}
使得归一化后的除数b满足收敛条件
{\displaystyle b_{k}=F_{k}\times b\Longrightarrow 1}。

## 整除

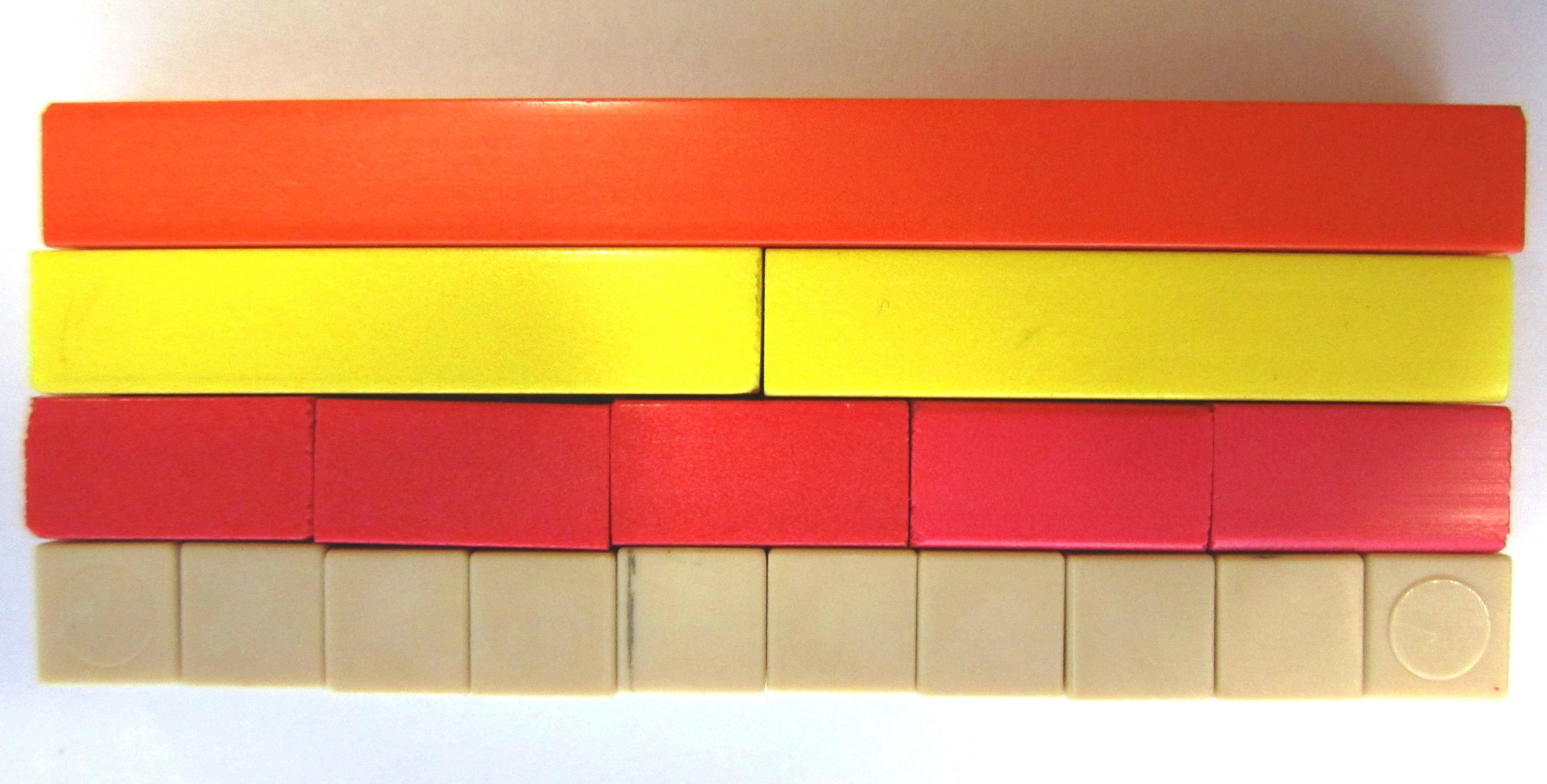
使用实物展示10如何被2和5整除

整除是数学中两个自然数之间的一种关系。自然数{\displaystyle a}可以被自然数{\displaystyle b}整除，是指{\displaystyle b}是{\displaystyle a}的因數，且a是b的整数倍数，也就是{\displaystyle a}除以{\displaystyle b}没有餘数。
{\displaystyle a\div b=q\dots 0}
因數判別法可參照整除規則。

### 表示方法
{\displaystyle b\mid a}表示{\displaystyle b}整除{\displaystyle a}，即{\displaystyle a}是{\displaystyle b}的倍数，{\displaystyle b}是{\displaystyle a}的因数。

### 举例
{\displaystyle 15}可以被{\displaystyle 5}整除，记作{\displaystyle 5\mid 15}。
{\displaystyle 20}不能被{\displaystyle 6}整除（因为餘数为{\displaystyle 2}），记作{\displaystyle 6\nmid 20}。在{\displaystyle \mid }上加一条斜线即表示不整除。

## 运算方法
根据乘法表，两个整数可以用长除法（直式除法）笔算。如果被除数有分数部分（或者说时小数点），计算时将小数点带下来就可以；如果除数有小数点，将除数与被除数的小数点同时移位，直到除数没有小数点。
算盘也可以做除法运算。

### 長除法
長除法俗稱「長除」，適用於正式除法、小數除法、多項式除法（即因式分解）等較重視計算過程和商數的除法，過程中兼用了乘法和減法。

的演算過程

使用長除法計算{\displaystyle {{1260257}\div {37}}=34061}的過程可以表示為：
{\displaystyle {\begin{array}{l}37\ {\big )}\\\\\\\\\\\\\\\\\end{array}}\!\!\!\!\!{\begin{array}{r}34061\\\hline \ 1260257\\111\quad \quad \\\hline 150\quad \ \ \\148\quad \ \ \\\hline 225\ \ \\222\ \ \\\hline 37\\37\\\hline 0\\\end{array}}}

### 短除法
短除法是長除法的簡化版本。在短除法裏，被除數放中央，旁以一L型符號表示除法，被除數左側為除數，下側為商，省去了長除法逐層計算的過程。
- 使用短除法計算{\displaystyle 3\div 7}的近似值：

{\displaystyle {\begin{array}{r}7\ |\!{\underline {\,\ 3.00000000000000000\dots \ }}\\0.42857142857142857\dots \ \end{array}}}
- 使用短除法計算{\displaystyle 420}的質因數分解：

{\displaystyle {\begin{array}{r}2\ |\!{\underline {\,\ \ \ 420\ }}\\2\ |\!{\underline {\,\ \ 210\ }}\\3\ |\!{\underline {\,\ 105\ }}\\5\ |\!{\underline {\,\ 35\ }}\\7\ \end{array}}}
{\displaystyle 420=2^{2}\times 3\times 5\times 7}
- 使用短除法計算{\displaystyle 420,270}的最大公因數及最小公倍數：

{\displaystyle {\begin{array}{r}2\ |\!{\underline {\,\ \ \ 420\quad 270\ }}\\3\ |\!{\underline {\,\ \ 210\quad 135\ }}\\5\ |\!{\underline {\,\ 70\quad \ \ 45\ }}\\14\quad \ \ \ \ 9\ \end{array}}}
{\displaystyle {\begin{cases}\gcd(420,270)=2\times 3\times 5=30\\\operatorname {lcm} (420,270)=2\times 3\times 5\times 14\times 9=3780\end{cases}}}

### 尺规作图法

图1
时的尺规作图构造

图2
时的尺规作图构造

类似于乘法、幂运算和平方根，除法同样可以用尺规作图来表示。下文将展示两种不同的操作方法：
一种方法是作圆法。
两幅附图分别展示了一种简洁解法，该解法同时适用于 {\displaystyle a:b} 及其倒数 {\displaystyle b:a} 。图中的虚线圆和弧并非解题所需，而凭通过弦定理，更清晰地展示证明过程。为方便对比，图中各点的命名与弦定理引言图一致。
以下仅针对{\displaystyle a<b} 的情况（图1）说明构造步骤（至于 {\displaystyle a>b} 的情况，见图2）：
1. 在数轴上，将长度 {\displaystyle a} 和 {\displaystyle b} 的两条共线线段分别标记为线段 {\displaystyle {\overline {DS}}} 和 {\displaystyle {\overline {SB}}} ；
2. 过点 {\displaystyle S} 作 {\displaystyle {\overline {DB}}} 的垂线，并作一条与 {\displaystyle {\overline {DB}}} 距离为1的平行线，两线交于点 {\displaystyle C} 。为确定过点 {\displaystyle C} 的弧 {\displaystyle k_{b}} 的圓心 {\displaystyle M} ，需作弦 {\displaystyle {\overline {DC}}} 和 {\displaystyle {\overline {CB}}} 的两条中垂线（图中未画出）；
3. 绘制弧 {\displaystyle \mathrm {arc} \;MBD} ，其与另一辅助线交于点 {\displaystyle E} ；
4. 连接点 {\displaystyle D} 和 {\displaystyle E} ，该连线与过 {\displaystyle C} 作的垂线交于 {\displaystyle C'} ；
5. 从点 {\displaystyle B} 出发，作过 {\displaystyle E} 的射线，直至其与过 {\displaystyle C} 作的垂线交于 {\displaystyle C''} 。

至此，构造基本完成。为避免出现重叠， {\displaystyle {\overline {FD}}} 与 {\displaystyle {\overline {C''S}}} 的长度关系需单独说明。
对图1的证明：
在以 {\displaystyle M'} 为圆心的圆 {\displaystyle k_{2}} 中应用弦定理可得：
{\displaystyle {\overline {A'S}}\cdot {\overline {C'S}}={\overline {BS}}\cdot {\overline {DS}}\Rightarrow }
{\displaystyle a:b={\overline {C'S}}={\frac {{\overline {BS}}\cdot {\overline {DS}}}{\overline {A'S}}}.}
在以 {\displaystyle M''} 为圆心的圆 {\displaystyle k_{3}} 中应用弦定理可得：
{\displaystyle {\overline {A''S}}\cdot {\overline {C''S}}={\overline {BS}}\cdot {\overline {DS}}\Rightarrow }
{\displaystyle b:a={\overline {C''S}}={\overline {FD}}={\frac {{\overline {BS}}\cdot {\overline {DS}}}{\overline {A''S}}}.}
另一种方法是利用截線定理，用尺规作全等三角形。（图3）具体步骤如下：

图3
时的尺规作图构造

1. 自点 {\displaystyle A} 引出第一条射线；
2. 在该射线上，以 {\displaystyle A} 为起点，先截取长度为 {\displaystyle 1} 的线段 {\displaystyle {\overline {AE}}} ，再截取长度为 {\displaystyle b} 的线段 {\displaystyle {\overline {AB}}} ；
3. 自点 {\displaystyle B} 出发，在与 {\displaystyle {\overline {AB}}} 成任意角 {\displaystyle \alpha } 的方向上截取长度为 {\displaystyle a} 的线段 {\displaystyle {\overline {BD}}} ；
4. 过点 {\displaystyle D} 作自点 {\displaystyle A} 引出的第二条射线；
5. 自点 {\displaystyle E} 作与 {\displaystyle {\overline {BD}}} 平行的直线，该直线与第二条射线的交点 {\displaystyle C} 所对应的线段 {\displaystyle {\overline {EC}}} 即为所求商 {\displaystyle {\frac {a}{b}}} 的长度。

## 关于“除以零”

### “除以零”有意义吗？
在标准数学体系中，除以零被定义为“未定义”操作，因其与“零乘任何有限数恒为零”相悖，计算器输入此类表达式也会报错。但在零环和轮代数等高阶数学结构中，通过重新定义运算规则，除以零可被赋予特定意义。

### 1:0是否等于∞?

在平面直角坐标系上的函数图象

部分人认为，这个问题应当赋予“∞”的解，因为经验表明，当分配者数量趨近於零时，每个个体获得的量会趋向无限。然而，这种直觉在数学体系中会引发根本性矛盾。
首先，引入“∞”这一“值”将导致环及其算术体系的瓦解。具体表现为：
- 传统算术运算规则失效（如 ∞ {\displaystyle -} ∞ 未定义）
- 出现大量不定式（如{\displaystyle 1:0}型表达式）
- 需另外建立特殊处理法则

其次，通过极限理论，在x=0处，函数 {\displaystyle {\tfrac {1}{x}}} 同时具有正负两个方向的发散趋势：
- 右极限：{\displaystyle \lim _{x\to +0}{\tfrac {1}{x}}=+\infty .}
- 左极限：{\displaystyle \lim _{x\to -0}{\tfrac {1}{x}}=-\infty .}

由于正负无穷不可比较，该点不存在传统意义上的极限值。
而且，在有理数集 {\displaystyle \mathbb {Q} } 和实数集 {\displaystyle \mathbb {R} } 中，引入无穷大会破坏原有序关系，导致比较运算的逻辑悖论。
最后，直接承认方程 {\displaystyle 0\cdot x=1} 无解具有显著优势：
- 保持算术体系自洽性
- 避免引入矛盾性概念
- 更利于误差处理（如编程中的除零异常）

接受该方程无解的朴素事实，并借助分析学工具（如洛必达法则）处理相关问题，是更为合理且自洽的解决方案。